# Oeax similis
Oeax similis es una especie de escarabajo longicornio del género Oeax, subfamilia Lamiinae. Fue descrita científicamente por Breuning en 1986.
Se distribuye por Tanzania. Posee una longitud corporal de 10 milímetros. El período de vuelo de esta especie ocurre en el mes de noviembre.